# Октобар 1864 (албум)
Октобар 1864 је музички албум истоимене београдске рок групе Октобар 1864. објављен 1987. године.

### Песме на албуму
1. Нађи ме
2. Јутро
3. Град
4. Помисли
5. Музика у ноћи
6. Киша
7. Гласови
8. Сенке

## Музичари

### Чланови групе
- Тања Јовићевић - вокал
- Горан Томановић - гитара
- Жељко Митровић - бас-гитара
- Иван Зечевић - бубњеви
- Деан Крмпотић - клавијатуре
- Марко Лалић - саксофон
- Бранко Баћовић - труба
- Небојша Мрваљевић - тромбон

### Гости
- Јова Маљоковић - саксофон
- Саша Хабић - клавијатуре
- Бојан Зулфикарпашић - клавијатуре
- Љуба Нинковић - пратећи вокал
- Асим Сарван - пратећи вокал